# 二人の世界 (あおい輝彦の曲)
「二人の世界」（ふたりのせかい）は、1971年2月5日に発売されたあおい輝彦の2枚目のシングル。

## 解説
- 元ジャニーズのメンバーだった、あおい輝彦のソロシングル。あおい自身も出演したTBS系テレビドラマ『二人の世界』の主題歌として使用された。また、本楽曲の作詞は『二人の世界』の脚本家・山田太一が担当した。
- オリコンチャートでは、あおいのソロ歌手として初のベストテン入りとなる週間最高3位を獲得した。1971年の年間ヒットチャートでも13位にランクインされるヒット曲となった[1]。
- 2004年発売のシングル「倖せ来るり」のカップリング曲としてセルフカバーしている。

## 収録曲
- 両楽曲共に、作詞：山田太一／作曲：木下忠司

1. 二人の世界 (2分43秒)
編曲：木下忠司
2. あかりを消して (3分30秒)
編曲：青木望